# George Mosse Fund
A Foundation George Mosse Fund of the University of Amsterdam (Stichting George Mosse Fonds van de Universiteit van Amsterdam) é uma fundação holandesa (stichting) que visa promover estudos sobre gays e lésbicas. Foi fundada em 2001 na Universidade de Amsterdã, com um legado da herança de George Mosse, dada em agradecimento à educação histórico-cultural e à pesquisa sobre homossexualidade em Amsterdã. A fundação é conhecida principalmente por suas Mosse Lectures e seus eventos QueerTalk.

## Mosse Lectures

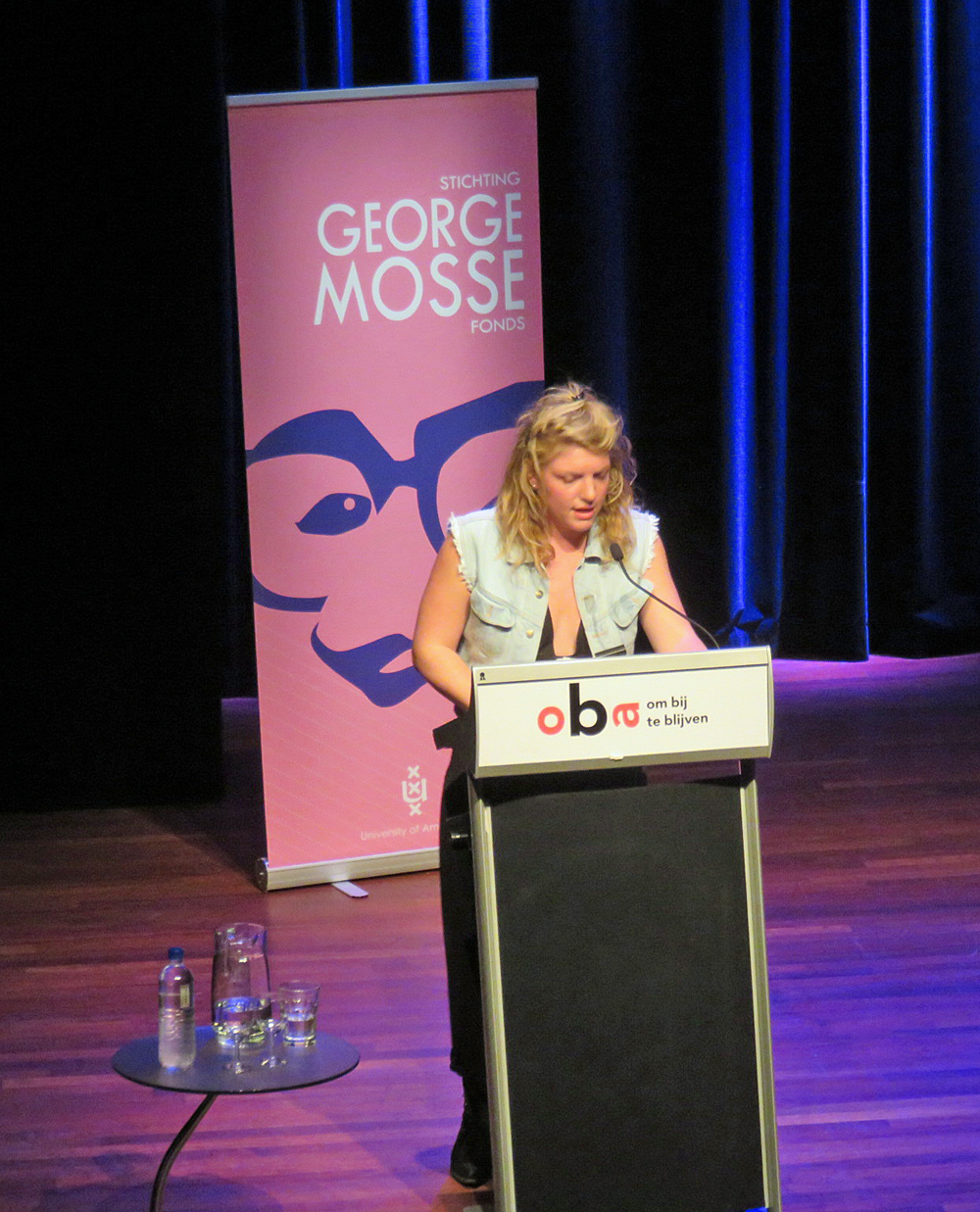
Simone van Saarloos durante sua Mosse Lecture em 2016.

Uma iniciativa do Fundo George Mosse, as Mosse Lectures são uma série de palestras públicas realizadas anualmente em Amsterdã, organizadas pelo Fundo George Mosse, em colaboração com a IHLIA. A série foi inaugurada por Hafid Bouazza, um escritor marroquino-holandês.
| Ano  | Conferencista                       | Título | Ref.                |
| ---- | ----------------------------------- | --- | ------------------- |
| 2002 | Hafid Bouazza                       | "Homoseksualiteit en Islam" [Homosexuality and Islam] | [carece de fontes?] |
| 2003 | Marjan Sax                          | "Naar een nieuwe seksuele revolutie" [Towards a new sexual revolution] | [ 3 ]               |
| 2004 | Dolly Bellefleur (Ruud Douma)       | "Transformatiekunst, miskende muze" [Transformation art, unsung muse] | [ 3 ]               |
| 2005 | Bas Heijne                          | "De eeuwige homo" [The eternal gay] | [ 3 ]               |
| 2006 | Maaike Meijer                       | "Leve de penisnijd" [Long live the penis envy] | [ 3 ]               |
| 2007 | Gerardjan Rijnders                  | "De buik vol" [The belly full] | [ 6 ]               |
| 2008 | Gerrit Komrij                       | "Waarom zijn Nederlanders zo dol op homoseksuelen?" [Why are the Dutch so fond of homosexuals?] | [ 7 ]               |
| 2009 | Gloria Wekker                       | "Van Homo Nostalgie en betere tijden. Multiculturaliteit en postkolonialiteit" [On Gay Nostalgia and better times. Multiculturalism and postcolonialism]                                                                                        | [ 8 ] [ 9 ]         |
| 2009 | Marjolijn Kok                       | "Queering the questions: Archaeology and fragmentation" | [ 10 ]              |
| 2010 | Stephan Sanders                     | "Homoseksualiteit & het Goede Leven. Over homoseksueel denken, doen en zijn" [Homosexuality & the Good Life. About homosexual thinking, doing and being]                                                                                        | [ 11 ]              |
| 2011 | Maxim Februari (Marjolijn Februari) | "Wat is seks eigenlijk?" [What exactly is sex?] | [ 12 ]              |
| 2012 | Ted van Lieshout                    | "Drijft de emancipatie homo's terug in de kast?" [Is emancipation driving gays back in the closet?] | [carece de fontes?] |
| 2013 | Jet Bussemaker                      | "Grenzen aan homo-emancipatiebeleid: burgerwacht of politieagent? – Over de 'red lines' van het homo-emancipatiebeleid" [Limits to gay emancipation policy: civilian or police officer? - About the 'red lines' of the gay emancipation policy] | [ 2 ]               |
| 2014 | Mohammed Benzakour                  | "HoMa: Zwierige redder in nood" [HoMa: Graceful lifesaver] | [ 1 ]               |
| 2015 | Hedy d'Ancona                       | "Voorbij de M/V-maatschappij?" [Beyond the M/F society?] | [ 13 ]              |
| 2015 | David Bos                           | "Equal rites before the law: religious celebrations of same-sex relationships in the Netherlands, 1967-1970" | [ 14 ]              |
| 2016 | Simone van Saarloos                 | "Are You Out To Be Gay?" | [ 15 ]              |
| 2017 | Gert Hekma                          | "Vijftig jaar homo-acceptatie uit de kast. Van onbereikbaar ideaal tot ontoereikend perspectief" [Fifty years of gay acceptance out of the closet. From unreachable ideal to inadequate perspective]                                            | [ 16 ]              |
| 2018 | Karin Spaink                        | "Tussen Grewel en Fortuyn: Identiteit, herzuiling, privilege en verschil" [Between Grewel and Fortuyn: Identity, re-pillarification, privilege and difference]                                                                                  | [ 17 ]              |
| 2019 | Joke Swiebel                        | "1969: roze revolutie of verloren strijd?" [1969, pink revolution or lost battle?] | [ 18 ]              |

1. 1 2 3  Mosse Lecture Extra que não faz parte da série anual